# Juhana Heikki Erkko

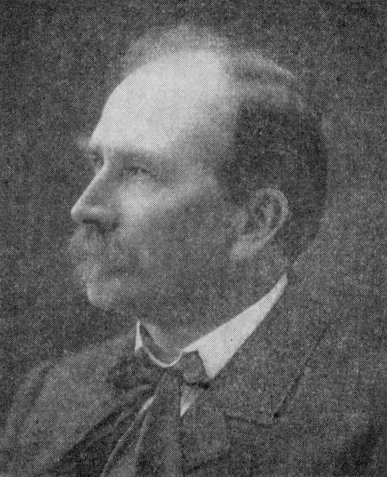
J. H. Erkko um (1906)

Juhana Heikki Erkko (J. H. Erkko; Johan Henrik Erkko; * 16. Januar 1849 in Orimattila; † 16. November 1906 in Helsinki) war ein finnischer Lyriker und Dramatiker.
Der Bruder des Politikers und Journalisten Eero Erkko und des Schriftstellers Elias (Ruuto) Erkko war ein finnischer Lyriker und Dramatiker besuchte von 1867 bis 1872 das Seminar in Jyväskylä, wo zu der Zeit Erik August Hagfors unterrichtete. Seine ersten Gedichte veröffentlichte er 1870 im Selbstverlag, sein erstes Drama erschien 1872.
Von 1872 bis 1892 arbeitete Erkko als Lehrer. In dieser Zeit unternahm er Reisen nach Dänemark, Deutschland, Österreich, Italien, Frankreich und England. 1897 gehörte er zu den Gründungsmitgliedern des finnischen Schriftstellerverbandes, dessen Vorsitzender er 1902–03 war. Weitere Reisen führten ihn in die Schweiz, nach Monaco, Ägypten und Palästina. Neben mehreren Gedichtsammlungen und Dramen verfasste Erkko u. a. zwei Romane. Seine Beerdigung wurde zu einer nationalen Trauerzeremonie. Seinen Sarg trugen sein Bruder Eero Erkko, Pekka Halonen, Eino Leino, Oskari Merikanto, Eemil Nestor Setälä, Kaarlo Alarik Castrén und Juho Lallukka.

## Quelle
- Tuusulan museo - J. H. Erkko

| Personendaten    | Personendaten                     |
| ---------------- | --------------------------------- |
| NAME             | Erkko, Juhana Heikki              |
| ALTERNATIVNAMEN  | Erkko, J. H.; Erkko, Johan Henrik |
| KURZBESCHREIBUNG | finnischer Schriftsteller         |
| GEBURTSDATUM     | 16. Januar 1849                   |
| GEBURTSORT       | Orimattila                        |
| STERBEDATUM      | 16. November 1906                 |
| STERBEORT        | Helsinki                          |